# Bill Pope
William Homer Pope, detto Bill (Bowling Green, 19 giugno 1952), è un direttore della fotografia statunitense.
Ha collaborato in quattro occasioni con Sam Raimi ed ha curato la fotografia della trilogia di Matrix delle Andy e Larry Wachowski.

## Filmografia
- Death Doll, regia di William Mims (1989)
- Darkman, regia di Sam Raimi (1990)
- Closet Land, regia di Radha Bharadwaj (1991)
- Mrs. Cage, regia di Robert Allan Ackerman - film TV (1992)
- L'armata delle tenebre (Army of Darkness), regia di Sam Raimi (1992)
- Bagliori nel buio (Fire in the Sky), regia di Robert Lieberman (1993)
- Ho trovato un milione di dollari (Blank Check), regia di Rupert Wainwright (1994)
- Ragazze a Beverly Hills (Clueless), regia di Amy Heckerling (1995)
- Bound - Torbido inganno (Bound), regia di Lana e Lilly Wachowski (1996)
- Gridlock'd - Istinti criminali (Gridlock'd), regia di Vondie Curtis-Hall (1997)
- Zero Effect, regia di Jake Kasdan (1998)
- Matrix (The Matrix), regia di Andy e Larry Wachowski (1999)
- Indiavolato (Bedazzled), regia di Harold Ramis (2000)
- Matrix Reloaded (The Matrix Reloaded), regia di Andy e Larry Wachowski (2003)
- Matrix Revolutions (The Matrix Revolutions), regia di Andy e Larry Wachowski (2003)
- Spider-Man 2, regia di Sam Raimi (2004)
- Team America (Team America: World Police), regia di Trey Parker (2004)
- Fur - Un ritratto immaginario di Diane Arbus (Fur: An Imaginary Portrait of Diane Arbus), regia di Steven Shainberg (2006)
- Spider-Man 3, regia di Sam Raimi (2007)
- The Spirit, regia di Frank Miller (2008)
- Scott Pilgrim vs. the World, regia di Edgar Wright (2010)
- Men in Black 3, regia di Barry Sonnenfeld (2012)
- Chasing Mavericks, regia di Curtis Hanson e Michael Apted (2012)
- La fine del mondo (The World's End), regia di Edgar Wright (2013)
- Il libro della giungla (The Jungle Book), regia di Jon Favreau (2016)
- Baby Driver - Il genio della fuga (Baby Driver), regia di Edgar Wright (2017)
- Il ragazzo che diventerà re (The Kid Who Would Be King), regia di Joe Cornish (2019)
- Alita - Angelo della battaglia (Alita: Battle Angel), regia di Robert Rodriguez (2019)
- Charlie's Angels, regia di Elizabeth Banks (2019)
- Shang-Chi e la leggenda dei Dieci Anelli (Shang-Chi and the Legend of the Ten Rings), regia di Destin Daniel Cretton (2021)
- Ant-Man and the Wasp: Quantumania, regia di Peyton Reed (2023)
- Y2K, regia di Kyle Mooney (2024)
- Unfrosted - Storia di uno snack americano (Unfrosted), regia di Jerry Seinfeld (2024)
- Dragon Trainer (How to Train Your Dragon), regia di Dean DeBlois (2025)

## Video musicali
- In Your Room - The Bangles
- We'll Be Together - Sting
- Red Rain - Peter Gabriel
- Dancin'; Gone Ridin - Chris Isaak
- One - Metallica